# Regge en Dinkel
Regge en Dinkel was een waterschap in het oosten van de Nederlandse provincie Overijssel. Een klein deel lag in de provincie Gelderland. Het waterschap omvatte de stroomgebieden van de rivieren Regge en Dinkel. Regge en Dinkel was een van de eerste 'all in'-waterschappen in Nederland, dat wil zeggen dat het naast het kwantiteitsbeheer ook zorg droeg voor de zuivering van het afvalwater.

## Werkgebied
Het werkgebied van het waterschap had (de delen van) de volgende gemeenten: Almelo, Berkelland, Borne, Dinkelland, Enschede, Haaksbergen, Hardenberg, Hellendoorn, Hengelo, Hof van Twente, Losser, Oldenzaal, Ommen, Rijssen-Holten, Tubbergen, Twenterand, Wierden.
Het hoofdkantoor van het waterschap stond in Almelo, daarnaast waren er een aantal werkplaatsen en 19 rioolwaterzuiveringsinstallaties (rwzi). Het werkgebied van het waterschap besloeg 135.000 ha met ongeveer 600.000 inwoners, 2.527 kilometer waterlopen en 40 rioolgemalen.

## Geschiedenis
De eerste delen van Waterschap Regge en Dinkel zijn al 700 jaar geleden ontstaan door de gemeenschapszin van de bewoners van lager geleden gebieden nabij de Regge, gebied Benedendinkel en het Boven Dinkelgebied.
Het waterschap Regge en Dinkel is op 1 januari 1970 ontstaan uit de samenvoeging van waterschap De Regge (opgericht 19 april 1884), waterschap de Benedendinkel (opgericht 1 juli 1942 en 9 april 1946) en het niet in waterschapsverband opgenomen Boven-Dinkelgebied.
Ontstaan waterschap De Regge
Waterschap De Regge werd op 19 april 1884 door de staten van Overijssel opgericht. De oppervlakte van waterschap De Regge bedroeg ten tijde van oprichting 114.000 hectare. De grote wateroverlast in het Reggegebied was de aanleiding tot de oprichting van het waterschap. Al in 1846 werd door het bestuur van de gemeente Vriezenveen en inwoners van Rijssen en buurtschap Enter aangegeven dat er gebrekkige waterhuishouding ten westen van Vriezenveen en in het Reggegebied is. De staten van Overijssel zagen zich genoodzaakt een onderzoek in te stellen naar de waterstaatkundige toestand van Twente. Hiervoor werd opdracht gegeven aan 1e luitenant der artillerie W. Staring, die vervolgens zijn collega T.J. Stieltjes om medewerking vroeg. Zij brachten in 1848 een uitgebreid verslag met aanbevelingen uit, waar gedurende 20 jaar niets mee gebeurde. In 1868 was de maat vol en werd er een vereniging van grondeigenaren en landbouwers opgericht die als doel had het opsporen van de gebrekkige waterafvoer in Twente. Zij zonden op 2 juli 1868 een rekest aan Zijne majesteit Koning Willem III. Dit rekest, verschillende beroepschriften en berichten via de pers waren de oorzaak dat de Staten van Overijssel 1e luitenant Staring de opdracht gaven tot het maken van een plan ter verbetering van de waterafvoer in Twente. Zijn rapport verscheen in 1872, waarin naar voren kwam dat de afwateringstoestanden verbeterd kon worden door de oprichting van waterschappen voor De Schipbeek, De Regge, De Dinkel, De Boven-Vecht en de Beneden-Vecht. Op 8 juli 1880 werd naar aanleiding van het rapport Stieltjes een commissie ingesteld die de taak had de voorbereidingen te treffen voor het vormen van 1 of meerdere waterschappen en het ontwerpen van de vereiste reglementen. In 1882 was er van deze commissie nog geen rapportage binnengekomen waarop door de heer C.H. Stork, advocaat te Stad-Almelo, een adres aan de commissie werd gezonden, voorzien van 2264 handtekeningen met het verzoek nu met de resultaten voor de dag te komen. Dit had resultaat en spoedig werd een ontwerpreglement aan de staten van Overijssel aangeboden. Op 23 november 1883 besloten de staten van Overijssel tot oprichting van het waterschap De Regge. Aanvankelijk had het waterschap alleen de zorg voor de afwatering in het gebied (waterbeheersing). Per 1 september 1962 werd het waterschap tevens belast met de zuivering van afvalwater.
Ontstaan waterschap De Benedendinkel
De Dinkel ontspringt in Duitsland ten noordwesten van Coesveld, en komt na ongeveer 36 kilometer Nederland binnen bij Overdinkel. Al in de vroegere eeuwen trachtte men om verbeteringen aan te brengen in het benedenstrooms gedeelte van de Dinkel in verband met overstromingen. Verder dan plaatselijke bochtafsnijdingen is men niet gekomen, wat slechts plaatselijk verbetering gaf, die van tijdelijke aard was. Voor het eerst in 1847 werden door de Provinciale Waterstaat van Overijssel plannen gemaakt voor een algehele kanalisering van de Dinkel. Maar dit plan en ook volgende plannen kwamen niet tot uitvoering. De belangrijkste reden was het ontbreken van een waterschap. Een eerste stap op de goede weg werd in de dertiger jaren genomen. Een omleidingskanaal ten oosten van Lage, De Lager Umflut, werd aangelegd. De eerste stukken uit de archieven voor een oprichting van een waterschap dateren van 31 oktober 1940. Het betreft een proces-verbaal van verhoor van belanghebbenden, gehouden in het gemeentehuis van Tubbergen. Een van de belangrijkste motieven voor het oprichten van waterschap De Benedendinkel is dat het in waterschapsverband mogelijk zou zijn om onder verantwoordelijkheid van de betrokkenen, de regulering ven een gedeelte van de Dinkel en het watervrij maken van haar stroomgebied ter hand te nemen. Om de waterhuishouding in het Benedendinkelgebied (Twente) te verbeteren en te optimaliseren, voornamelijk ten behoeve van de agrarische productie, werd bij besluit van de Gedeputeerde Staten van Overijssel op 9 april 1946 namens de provinciale Staten het waterschap “De Benedendinkel” opgericht. Het vier jaar eerder genomen besluit van de Commissaris der provincie Overijssel van 1 juli 1942 tot oprichting van het waterschap werd in 1946 door Gedeputeerde Staten ingetrokken, omdat dit eerdere in oorlogstijd genomen besluit rechtsongeldig werd beschouwd. Het waterschap was gelegen in de gemeenten Denekamp, Losser, Ootmarsum, Tubbergen en Weerselo en had een grootte van ongeveerd 12.400 ha. De eerste vergadering van het algemeen bestuur vond plaats op 28 januari 1949 onder de naam “Verenigd College”. Ook in 1949 is het waterschap pas daadwerkelijk begonnen met de uitvoering van de werkzaamheden.
Bij besluit van Gedeputeerde Staten van 11 augustus 1969 werd aangekondigd het besluit van Provinciale Staten van Overijssel tot opheffing van het waterschap “De Benedendinkel” per 1 januari 1970. Tevens werd aangekondigd dat dit waterschap en stroomgebied van de Bovendinkel werden toegevoegd aan het in 1884 opgerichte waterschap De Regge, alsmede tot wijziging van het reglement van waterschap De Regge, waarbij de naam werd gewijzigd in “Regge en Dinkel”

## Werkzaamheden
WaterbeheerHet waterschap Regge en Dinkel zorgde voor opvang en doorstroom van water in het beheersgebied, grofweg Twente. Het waterschap was de belangrijkste beheerder van grond- en oppervlaktewater in het stroomgebied van de Regge en de Dinkel. De samenhang tussen grondwater en oppervlaktewater wordt sterk beïnvloed door hoogteliggingen, bodemstructuur en het grondgebruik. Twente kent aanzienlijke hoogteverschillen. Bij Oldenzaal lag het hoogste punt op meer dan 80 meter boven NAP en het laagste punt bij Ommen op 5 meter boven NAP. De bodemstructuur bestaat overwegend uit zand, veengrond in het noorden van het gebied en aan de voet van stuwwallen en leemgrond in beekdalen. Het grondgebruik in Twente is voor 70 procent landbouw (melkveehouderij, intensieve veehouderij en akkerbouw). Met verschillende projecten werd de veiligheid in het gebied geprobeerd te vergroten, de veerkracht van het watersysteem te verbeteren, verdroging tegen te gaan en de kwaliteit van water en waterbodems te verbeteren. In het beheergebied van het waterschap waren vier watersystemen te onderscheiden, te weten:
1. de Regge
2. de Linderbeek
3. de Dinkel
4. de Twentekanaal(en).

Het waterschap was verantwoordelijk voor het integrale grond- en oppervlaktewater in deze systemen (gebieden binnen Regge en Dinkel).
MuskusrattenbestrijdingIn september 2002 is er bij waterschap Regge en Dinkel een team van muskus- en beverrattenbestrijders in het leven geroepen die deze dieren bestrijden. Deze taken zijn overgenomen van de provincie Overijssel. Een muskusrat en beverrat graaft voortdurend holen en gaten in oever(s), waardoor het bestrijden van de dieren goed past bij de werkzaamheden van het waterschap. Bij Regge en Dinkel traden toen tien muskusrattenbestrijders en een coördinator in dienst.
WaterwerkenHet waterschap reguleerde het water, afvoeren van overtollig water, vasthouden van voldoende water voor beregenen en het grondwaterniveau op peil te houden. Wanneer in een waterloop het water te snel weg liep, plaatste het waterschap een stuw. Door een stuw kan de waterafvoer geregeld worden. Een stuw sluit een waterloop grotendeels af, waardoor vissen niet kunnen passeren, hiervoor worden vistrappen gebouwd.
OnderhoudHet waterschap onderhield en verbeterde de Twentse sloten en beken. Dit werd op verschillende manieren gedaan. Door middel van maaibeheer, natuurlijke oevers, beekherstel en oude meander(s). Het was van belang om zo veel mogelijk (oorspronkelijke) natuur terug te brengen in het landschap. Oude meanders werden teruggebracht en zo veel mogelijk betonnen talud(s) werden vervangen door natuurlijke beschoeiing.
ZuiverenHet waterschap Regge en Dinkel was verantwoordelijk voor de zuivering van het afvalwater in haar beheersgebied. Voor het transport van het rioolwater naar de zuiveringen (vanaf het punt waar het door de gemeente wordt overgedragen) had Regge en Dinkel 40 rioolgemaal(en) in beheer en 96 kilometer persleiding(en), waardoor jaarlijks ruim 10 miljoen m³ afvalwater werd verpompt. In de 19 geavanceerde rioolwaterzuiveringsinstallatie(s) van Regge en Dinkel werd circa 80 miljoen m³ rioolwater per jaar gezuiverd. Van het rioolwater werd geen drinkwater gemaakt, maar het werd wel zó ver gezuiverd, dat het zonder bezwaar op de betreffende watergang kon worden geloosd. Het voornaamste restproduct dat bij het zuiveren ontstaat is zuiveringsslib. De rwzi’s in Enschede en Hengelo hebben een centrale slibontwateringsinstallatie waarin jaarlijks circa 300.000 m³ vloeibaar zuiveringsslib wordt ontwaterd. Het ontwaterde zuiveringsslib dat over blijft wordt afgevoerd en op duurzame wijze verbrand.

## Organisatie
Algemeen bestuurHet hoogste bestuursorgaan binnen het waterschap was het algemeen bestuur. Het algemeen bestuur van het waterschap werd democratisch via verkiezingen gekozen door de inwoners van Twente en bestond uit 27 leden. Het algemeen bestuur bestond uit 10 fracties en de watergraaf was de voorzitter van het algemeen bestuur. Het algemeen bestuur was verantwoordelijk voor het vaststellen van de hoofdlijnen van het beleid en het budget van het waterschap, evenals de belangrijkste regelingen en verordeningen. Tevens besliste het algemeen bestuur over de uitvoering van grote investeringsprojecten en controleerde de uitvoering en de besteding van het budget.
Dagelijks bestuurHet dagelijks bestuur bestond uit de watergraaf en vier bestuursleden, die vertegenwoordigers uit het algemeen bestuur waren. De secretaris-directeur van het dagelijks bestuur was secretaris en adviseur van het algemeen en dagelijks bestuur en tegelijk directeur van de ambtelijke organisatie.
Ambtelijke organisatieDe ambtelijke organisatie van waterschap Regge en Dinkel bestond uit ruim 350 werknemers, verdeeld over 15 processen.

## Fusie met Velt en Vecht
Op 11 juli 2012 besloot het algemeen bestuur van waterschap Regge en Dinkel om per 2014 te fuseren met waterschap Velt en Vecht. Op 25 april 2013 stemden de provincies Drenthe, Gelderland en Overijssel als bevoegd gezag in met deze fusie. Op 1 januari 2014 ging het fusiewaterschap, met de naam Vechtstromen, van start.
Eerder maakten de twee waterschappen in 2011 bekend het voornemen te hebben om te fuseren en dit verder te onderzoeken. In 2010 maakten beide waterschappen samen met waterschap Rijn en IJssel bekend te willen onderzoeken of ze in één waterschap kunnen opgaan.